# ثورة المختار الثقفي (685-686)
بعد مقتل الإمام الحسين (عليه السلام) وأهل بيته وأصحابه في معركة كربلاء عام 61 هـ (680م)، عمّت حالة من الغضب والحزن في المجتمع الإسلامي، خاصة في العراق، حيث كان أنصار آل البيت يشعرون بالخذلان لعدم نصرتهم للإمام الحسين. وفي ظل استمرار الحكم الأموي، تفاقمت حالة الاضطراب السياسي والاجتماعي في الكوفة والحجاز، مما أدى إلى تصاعد الحركات المناهضة للأمويين في هذا السياق، أعلن عبد الله بن الزبير رفضه لبيعة يزيد بن معاوية وبدأ حراكًا عسكريًا في مكة والمدينة . في المقابل، ظل العراق يعاني من الانقسامات السياسية والولاءات المتضاربة بين أنصار الأمويين وأنصار آل البيت، الذين كانوا يطالبون بالثأر لدماء الإمام الحسين. كانت هذه الأحداث تمهيدًا لانطلاق ثورة المختار الثقفي في الكوفة عام 66 هـ (685م)، حيث رفع المختار شعار القصاص من قتلة الإمام الحسين وتحقيق العدالة 

## اخذ الأمر من محمد بن الحنفيه
قبل إعلان ثورته، سعى المختار الثقفي للحصول على الشرعية والدعم من محمد بن الحنفية، ابن الإمام علي بن أبي طالب وأحد كبار شخصيات آل البيت. توجّه المختار إلى محمد بن الحنفية وأبلغه نيّته في الثأر لدماء الإمام الحسين (عليه السلام) وأهل بيته. وافق محمد بن الحنفية على دعم المختار بشرط أن يكون هدفه الوحيد هو القصاص من قتلة الحسين واسترداد حقوق أهل البيت و ذكر المؤرخون أنَّ المختار عندما رجع إلى الكوفة قال لهم: إنَّ محمد بن الحنفية بعثني إليكم أمينا ووزيرا، وأمرني بقتال الملحدين، والطلب بدم أهل بيته، فبايعوه  و أعلن المختار أن ثورته تنطلق بتفويض من محمد بن الحنفية، وهو ما أكسبه تأييدًا واسعًا من الشيعة والأنصار في الكوفة. لعب هذا الاتفاق دورًا محوريًا في تعزيز موقف المختار وإقناع الناس بالانضمام إلى صفوفهم. و على الرغم من اعلان المختار الثقفي انه أرسل من قبل محمد بن الحنفيه الا ان الشكوك قد اتت من بعض انصاره حيث جاء عبد الرحمن بن شريح إلى وجوه الشيعة فقال لهم: إِن المختار يريد الخروج بنا ولا ندري لعل محمد بن علي لم يوجهه إلينا، فانهضوا بنا إِليه لنخبره خبره فإن رخص لنا في اتباعه اتبعناه، وإن نهانا عنه اجتنبناه فما ينبغي أن يكون شيء آثر عندنا من أدياننا  و خرج كلٌ من عبد الرحمن بن شريح الشبامي، والأسود بن جراد الكندي، وسعر بن أبي سعر الحنفي في عدة معهم إلى ابن الحنفية، فلما لقوه وسألوه عن إدعاء المختار في أنه مبعوثٌ منه للأخذ بالثأر لدم الإمام الحسينعليه السلام ، فقال ابن الحنفية: إِنَّ الفضل بيد اللَّه يؤتيه من يشاء، فالحمد للَّه على ما آتانا وأعطانا، وأما المصيبة بحسين فقد خصت أهله، وعمّت المسلمين، وما دعاكم المختار إليه، فو الله لوددت أَن اللَّه انتصر لنا بمن شاء من خلقه، فقالوا: هذا إذن منه، ورخصة. وقد ورد في بعض الروايات أنَّ محمد بن الحنفية لما سأله القوم عن دعوى المختار قال لهم: قوموا بنا إلى إمامي وإمامكم علي بن الحسين عليه السلام فلما دخل ودخلوا عليه أخبر خبرهم الذي جاءوا لأجله، قال عليه السلام: يا عم لو أنَّ عبدا زنجيا تعصب لنا أهل البيت لوجب على الناس موازرته، وقد وليتك هذا الأمر فاصنع ما شئت فخرجوا وقد سمعوا كلامه، وهم يقولون أذن لنا علي زين العابدين نعليه السلام ومحمد بن الحنفية 
وقد ذهب بعض علماء الشيعة كالخوئي، إلى أنَّ ثورة المختار الثقفي كانت بإذن من الإمام السجادعليه 

## اتفاقه معإبراهيم بن مالك الأشتر النخعي
ذهب المختار الثقفي إلى إبراهيم بن مالك من أجل دعوته للثورة للأخذ بثأر الإمام الحسين عليه السلام وأهل بيته وأصحابه الذين استشهدوا في كربلاء ممن قتلهم، وسلّمه كتاب محمد بن الحنفية الذي يدعوه فيه للثورة مع المختار  ولكن إبراهيم استراب أول الأمر من هذا الكتاب بسبب إختلافه في الأسلوب التعبيري عن كتب سابقة جاءته من ابن الحنفيه  ولكن شهد أشخاص مثل يزيد بن أنس الأسدي، وأحمر بن شميط البجلي، وعبد الله بن كامل الشاكري على صحة هذا الكتاب من ابن الحنفية، فاستجاب إبراهيم لهذه الدعوة وبايع المختار الثقفي 

## بداية الثورة

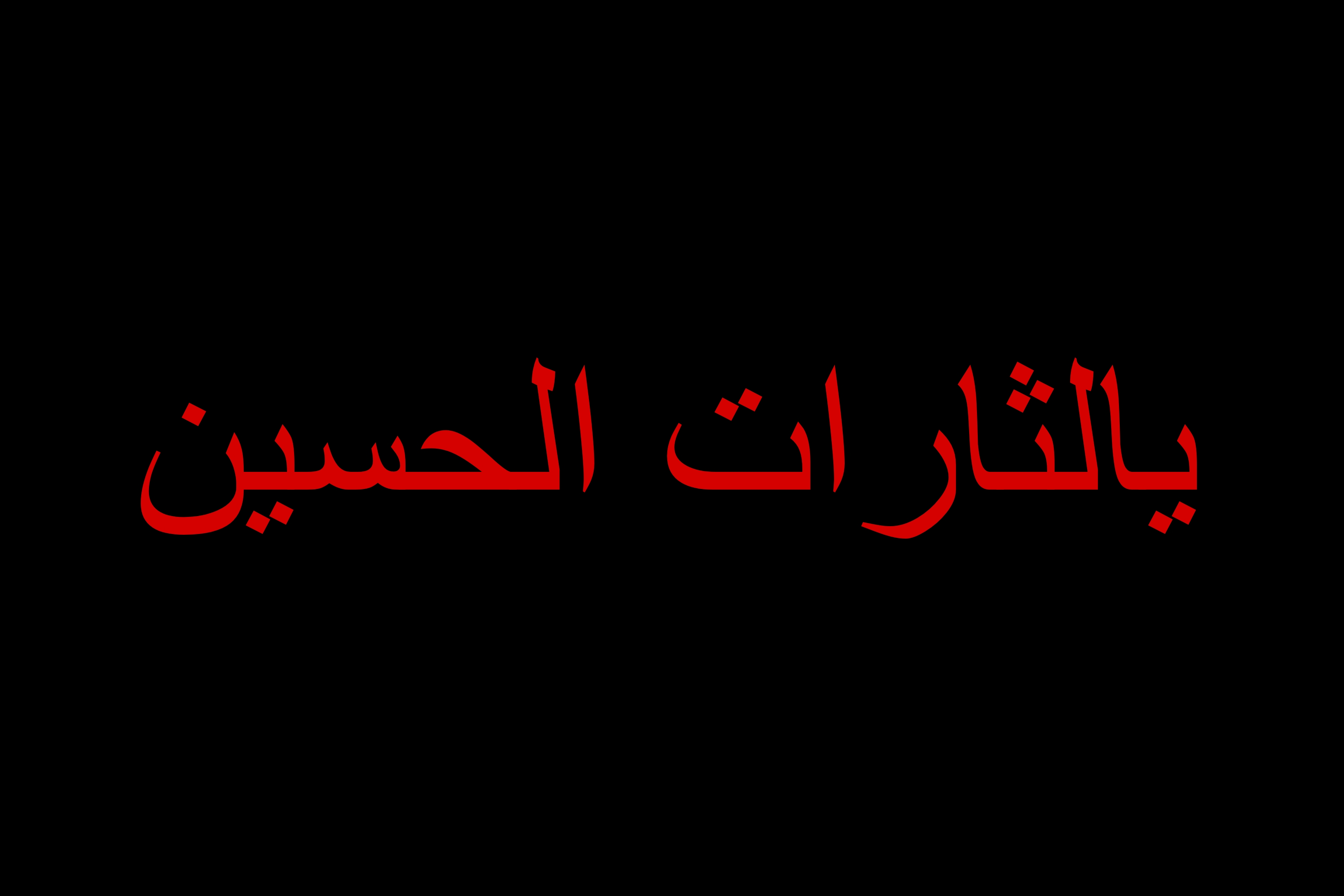
شعار ثورة المختار الثقفي

اتفق المختار الثقفي أن تكون بداية الثورة في النصف من ربيع الأول 66 هــ، ولكن لاستكمال بعض الاستعدادات تقرر النهوض في يوم الخميس بعد النصف من شهر ربيع الأول  وكان أنصار المختار يترددون عليه مما أثار حفيظة أمير الكوفة الزبيري عبد الله بن  و أمر عبد الله بن مطيع من رئيس شرطته إياس بن مضارب أن ينشر الجواسيس ليستطلع حال المختار وأصحابه، وفي يوم الأربعاء - أي قبل يوم من موعد الثورة - اعترض إياس بن مضارب وجماعة معه إبراهيم بن مالك ومن معه حيث كان في طريقه لبيت المختار، فقتل إبراهيمُ إياسَ، فبدأت الثورة بذلك ودارت حرب بين إبراهيم بن مالك الأشتر والمختار الثقفي وأنصارهما في الكوفة من جهة وبين عبد الله بن مطيع وراشد بن إياس من جهة أخرى، قُتِلَ فيها راشد وتراجع ابن مطيع إلى القصر، فحاصره إبراهيم بن مالك الأشتر فيه، وبعد أيام فرّ ابن مطيع 

## اعلان الثورة
بعد أن أخبر إبراهيمُ بن مالك المختارَ بقتله إياس بن مضارب، فقال المختار: بشّرك اللَّه بخير فهذا أول الفتح، ثم لبس المختار سلاحه وأمر فنودي: (يا مَنْصُور أمت) وهو شعار النبي محمد في غزوة بدر وفي غزوة بني المصطلق ونقلت روايات أخرى أنَّ المختار أمر بعض أصحابه برفع شعار (يا لثارات الحسين) كشعار لبداية 

## استجابة دعاء الامامعلي زين العابدين
روي عن المنهال بن عمرو أنه دخل على الإمام علي بن الحسين السجاد عندما ذهب للحج، فسأله عن حال حرملة بن كاهل الأسدي، فأخبره أنه لا زال حيا في الكوفة، فرفع الإمام السجادعليه السلام يديه، ثم قال: اللَّهُمَّ أَذِقْهُ حَرَّ الْحَدِيدِ اللَّهُمَّ أَذِقْهُ حَرَّ النَّارِ، وقد حقق الله هذا الدعاء على يد المختار 

## الانتقام من قتلةالحسين بن علي
قام المختار الثقفي بتتبع كل من شارك في واقعة الطف وقتلة الإمام الحسين عليه السلام وأهل بيته وأصحابه في كربلاء، وقتلهم، 
| اسم المجرم                      | الجريمة                                                               | نوع العقوبة                               | |
| ------------------------------- | --------------------------------------------------------------------- | ----------------------------------------- | --- |
| عبيد الله بن زياد               | والي الكوفة من قبل يزيد                                               | قتله إبراهيم بن مالك الأشتر في معركة خازر | |
| عمر بن سعد                      | قائد جيش الكوفة في واقعة الطف                                         | قتله بالسيف وقطع رأسه                     | |
| حفص بن عمر بن سعد               | مساعدته لأبيه في واقعة الطف                                           | قطع رأسه                                  | |
| شمر بن ذي الجوشن                | قائد المشاة وقاتل الحسين عليه السلام وجرائم أخرى                      | قتله وقطع رأسه                            | |
| سنان بن أنس النخعي              | قاطع رأس الإمام الحسين عليه السلام وجرائم أخرى                        | قطع يديه ورجليه ورميه في الزيت المغلي     | |
| خولي بن يزيد الأصبحي            | حامل رأس الإمام الحسين عليه السلام وجرائم أخرى                        | رميه في النار                             | |
| بجدل بن سليم الكلبي             | قاطع أصبع الإمام الحسين (ع)                                           | قطع أصابعه ويديه ورجليه                   | |
| حرملة بن كاهل الأسدي            | رمى سهاما على الحسين والعباس وعبد الله الرضيع عليه السلام وجرائم أخرى | قطع يده ورجله ورميه في النار              | |
| حكيم بن طفيل الطائي             | قاتل العباس بن علي (ع)                                                | إثبات يديه ورجليه بالمسامير ورميه بالسهام | |
| مرة بن منقذ العبدي              | قاتل علي الأكبر (ع)                                                   | قطع يده وإصابته بالشلل بعد هربه           | |
| زيد بن رقاد الجهني              | رامي عبد الله بن مسلم بن عقيل بسهم وجرائم أخرى                        | رميه بالنبل والحجارة ثم أحراقه بالنار     | |
| عمرو بن صبيح الصيداوي           | قاتل عبد الله بن مسلم بن عقيل                                         | طعنه بالرمح مرات حتى مات                  | |
| عبد الله بن أسيد الجهني         | شارك في القتال في واقعة كربلاء                                        | قطع رأسه                                  | |
| حمل بن مالك المحاربي            | شارك في القتال في واقعة كربلاء                                        | قطع رأسه                                  | |
| الرقاد بن مالك البجلي           | نهب أموال الإمام الحسين (ع)                                           | قطع رأسه أمام الناس                       | |
| عمرو بن خالد البجلي             | نهب أموال الإمام الحسين (ع)                                           | قطع رأسه أمام الناس                       | |
| عبد الرحمن بن البجلي            | نهب خيمة ولباس الإمام الحسين (ع)                                      | قطع رأسه أمام الناس                       | |
| عبد الله بن قيس الخولاني        | مشاركته في الحرب ونهب أموال الإمام الحسين (ع)                         | قطع رأسه أمام الناس                       | |
| مالك بن النسر الكندي            | نهبه لعمامة الإمام الحسين (ع)                                         | قطع يديه وإحدى رجليه                      | |
| عثمان بن خالد الجهني            | قاتل عبد الرحمن بن عقيل                                               | قطع رأسه وأحراقه                          | |
| زياد بن مالك                    | مشاركته في الحرب ونهب لباس الإمام الحسين (ع)                          | قطع رأسه أمام الناس                       | |
| عبد الرحمن بن أبي خشكارة البجلي | مشاركته في الحرب ونهب لباس الإمام الحسين (ع)                          | قطع رأسه أمام الناس                       | |
| إسحاق بن حوية الحضرمي           | سحق جسد الإمام الحسين عليه السلام بالخيول                             | شدّ يديه ورجليه ووطئ الخيل ظهره            | بعد انتصار ثورة المختار الثقفي في الكوفة واقتصاصه من أكثر قتلة الإمام الحسين عليه السلام ومن شارك في كربلاء، قرر الإقتصاص ممن أمر بقتل الإمام الحسينعليه السلام، فجهّز جيشا وكان تعداده تسعة الآف بقيادة إبراهيم بن مالك الأشتر وأمره بالتوجه إلى الشام للإقتصاص من قتلة الإمام الحسين أرسل المختار الثقفي يوم 6 أو 8 من شهر ذي الحجة سنة 66 هـ جيشا بقيادة إبراهيم بن مالك الأشتر إلى الشام، وخرج عبيد الله بن زياد بجيش كبير لمواجهة إبراهيم وجيشه وصارت المواجهة بين الجيشين في منطقة قرب الموصل و بدأت الحرب في يوم 10 محرم سنة 67 هـ على شاطئ خازر قرب الزاب على مسافة 5 فراسخ من الموصل، انتصر فيها جيش إبراهيم وقتل عبيد بن زياد وعددا من قتلة الإمام الحسين ، ومنهم الحُصين بن نُمير وشُرحبيل بن ذي كلاع وقيل: أنَّ إبراهيم أحرق أجسادهم بعد قتلهم، بعد أن بعث برؤوسهم إلى المختار، فأرسلها فنُصبت بمكة 1. 2. 3. 4. 5. 6. 7. 8. 9. 10. 11. 12. 13. 14. 15. 16. 17. 18. 19. 20. 21. 22. |